# اف‌دی‌دی‌آی
اف‌دی‌دی‌آی، (به انگلیسی: Fiber Distributed Data Interface) یا رابط توزیع‌کننده داده‌ها در شبکه فیبرنوری (به‌اختصار: اف‌دی‌دی‌آی) یک شبکه محلی با سرعت بالا است، که از هم‌بندی (توپولوژی) حلقوی با سرعت ۱۰۰ مگابایت بر ثانیه برای مبادله اطلاعات استفاده می‌کند. اف‌دی‌دی‌آی از دو حلقه استفاده می‌کند، بنابراین توپولوژی حلقوی دوگانه نامیده می‌شود. در این روش اف‌دی‌دی‌آی مشابه با استاندارد IEEE802.5 در توکن رینگ می‌باشد. یکی از مهم‌ترین خصوصیات اف‌دی‌دی‌آی استفاده از رسانه انتقال فیبر نوری برای مبادله داده‌ها می‌باشد. مزیت مهم استفاده از فیبر نوری بر سیم مسی حفاظت و امنیت بالای آن می‌باشد، زیرا در این رسانه سیگنال الکتریکی وجود ندارد، که بتوان آن را شنود کرد. ضمن آنکه نویز نیز بر آن تأثیر نخواهد داشت.
اف‌دی‌دی‌آی از دو حلقه استفاده می‌کند که عبارتند از: حلقه اولیه و حلقه ثانویه. مبادله داده‌ها در حلقه‌ها در دو جهت مخالف است، حلقه اولیه برای ارسال داده‌ها مورد استفاده قرار می‌گیرد و حلقه ثانویه برای مواقعی که حلقه اولیه از کار بیفتد، به عنوان پشتیبان برای آن حلقه به کار می‌رود. اف‌دی‌دی‌آی اجازه اتصال تا ۱۰۰۰ ایستگاه را به حلقه می‌دهد، ضمن اینکه می‌تواند به طول حداکثر ۲۰۰ کیلومتر گسترش یابد.
استاندارد اف‌دی‌دی‌آی نخستین بار توسط مؤسسه استانداردهای ملی آمریکا X3T9.5 در این سال ۱۹۸۰ وضع شد و سپس به مدل اتصال متقابل سامانه‌های باز ارائه گردید. این مؤسسه نگارش جدیدی از استاندارد اف‌دی‌دی‌آی تعریف کرد، که با استاندارد کنونی مؤسسه استانداردهای ملی آمریکا سازگار است.